# Са друге стране јастука
Са друге стране јастука је други албум бенда Бајага и инструктори. Издат је 1985. године.